# Naaz
Naaz Mohammad, född 8 juni 1998 i Gorinchem, mer känd som Naaz, är en nederländsk singer-songwriter.

## Biografi
Naaz föräldrar flydde under Kuwaitkriget från Irak. Naaz föddes i Gorinchem och växte upp i Rotterdam. I skolan blev hon mobbad på grund av sitt mer än genomsnittliga kroppshår. Hon fick en strikt och skyddande uppfostran tills familjen var med om en bilolycka. Detta gav upphov till insikten att livet är kort och Naaz fick möjlighet att fokusera på musik. Hon var ganska inåtvänd tills hon var 18, men hon gillade uppmärksamheten som gavs efter att hennes karriär började. Hon sjöng bort mobbningen. År 2014 deltog Naaz i sjunde säsongen i TV-programmet Holland's Got Talent, men först 2017 blev hon känd för sina låtar "Words" och "Up to Something". Båda låtarna lyckades nå topppen på Dutch Top 40. Den 20 april 2018 släppte hon sin första EP, med titeln "Bits Of Naaz."

## Diskografi

### Singlar
- 2016 – "Sadboy"
- 2017 – "Words"
- 2017 – "Can't"
- 2017 – "Up to Something"
- 2018 – "Loving Love"
- 2020 – "Mute Love"

### EP
- 2018 – "Bits of Naaz"
- 2019 – "The Beautiful Struggle"

## Priser
Naaz har vunnit flera priser för sina låtar, varav hennes två Edison Pop-priser är de mest anmärkningsvärda. 2017 nominerades hon också till XITE Awards 2017 i kategorierna Bästa musikvideo och Bästa kickstart.